# Broche d'Ædwen
La broche d'Ædwen (en anglais : Ædwen's Brooch) est une fibule anglo-saxonne du début du XIe siècle. Elle est conservée au British Museum.

## Histoire
En 1694, un laboureur de Sutton, un village situé près d'Ely dans le Cambridgeshire, découvre une série d'objets au milieu des débris d'un cercueil en plomb : une centaine de pièces d'argent frappées sous le règne de Guillaume le Conquérant (1066-1087), cinq bagues en or, un plat en argent et une broche, également en argent, qui porte une inscription en vieil anglais. Cette découverte est documentée par l'antiquaire George Hickes, qui inclut une reproduction de l'inscription dans son Linguarum veterum septentrionalium thesaurus grammatico-criticus et archæologicus, un traité de philologie germanique publié entre 1703 et 1705. Après cette date, le sort de la broche d'Ædwen n'est plus documenté jusqu'en 1951, date à laquelle elle est rachetée à un marchand d'art de Dublin par le British Museum.

## Description

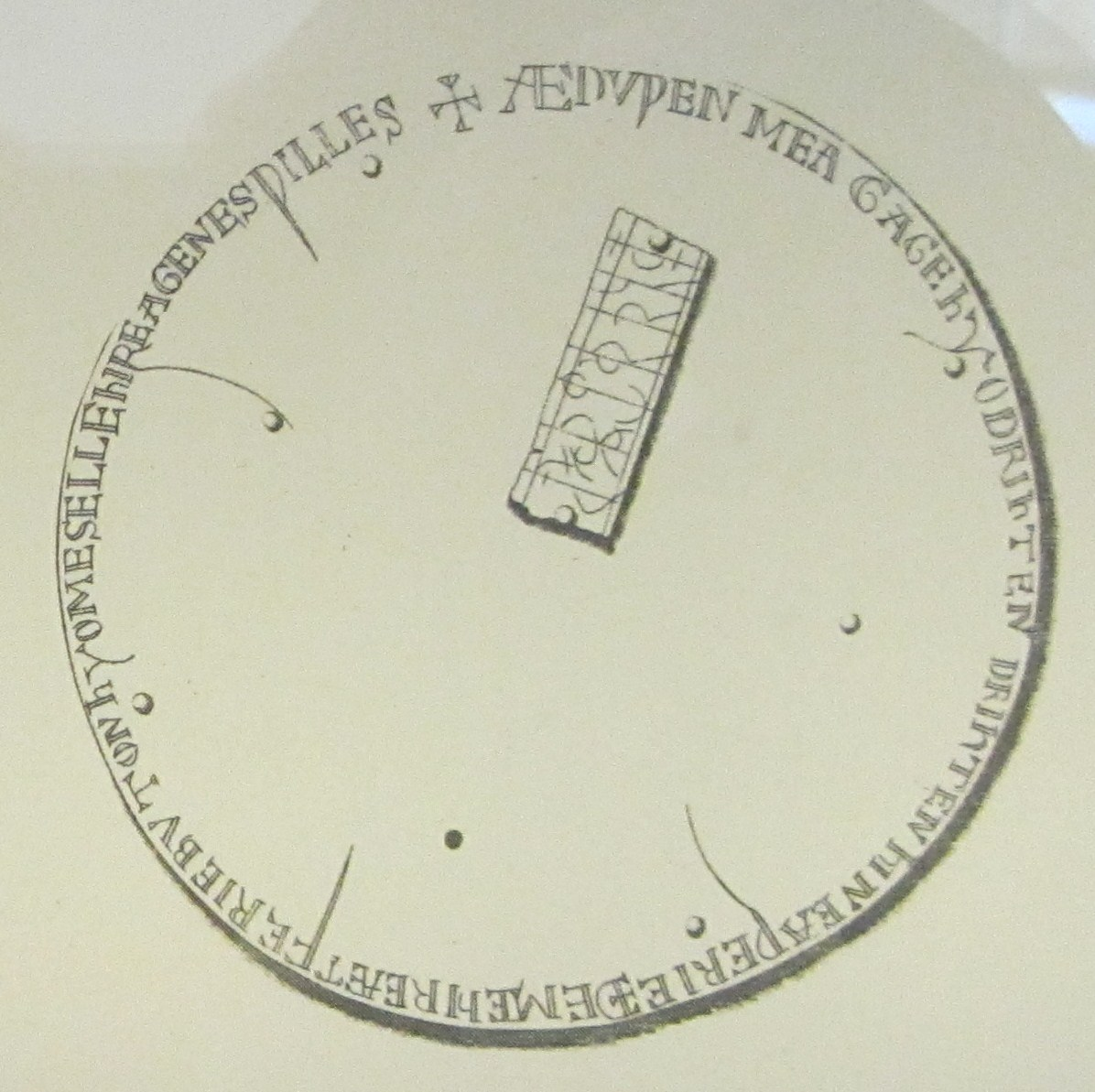
Dessin du dos de la broche par George Hickes.

La broche d'Ædwen est un disque en argent de forme irrégulière, dont le diamètre varie 14,9 cm et 16,4 cm. Sa face avant est décorée de motifs animaux et végétaux de facture médiocre qui reflètent un mélange d'influences anglaises et scandinaves. Ces motifs sont structurés autour de quatre cercles entrelacés dont les intersections sont marquées par neuf rivets ronds, disposés sur un carré 3 x 3 (l'un de ces rivets a disparu au cours de l'histoire de la broche). Chaque cercle porte en son centre le dessin d'un animal : deux contiennent des quadrupèdes et deux des serpents, ces derniers évoquant le style de Ringerike (de).
Le dos de la broche n'est pas décoré, à l'exception de l'inscription en vieil anglais, rédigée en alphabet latin, qui est gravée sur le bord extérieur. Une bande en argent brisée est fixée par deux rivets au centre et constitue la seule trace restante du dispositif de fixation de la broche. Cette bande porte sept caractères pseudo-runiques dépourvus de sens.
L'inscription en vieil anglais donne le nom de la propriétaire de la broche, Ædwen, et appelle une malédiction sur quiconque voudrait la lui voler :
ÆDVǷEN ME AG AGE HYO DRIHTEN / DRIHTEN HINE AǷERIE ÐE ME HIRE ÆTFERIE / BVTON HYO ME SELLE HIRE AGENES ǷILLES
« Ædwen me détient, puisse le Seigneur la détenir. Puisse le Seigneur maudire qui me prend à elle, sauf si elle me donne de sa propre volonté. »
Des formules similaires sont attestées dans des testaments et chartes de cette époque.